# Портохелион
Портохе́лион (греч. Πορτοχέλιον, Πόρτο Χέλι, или Πορτοχέλι) — приморская деревня в Греции. Находится на высоте 6 метров над уровнем моря, на побережье залива Арголикоса Эгейского моря на восточном «пальце» полуострова Пелопоннеса, в южном части полуострова Арголиды, в 89 километрах к юго-западу от Афин, в 6 километрах к юго-западу от Кранидиона и в 41 километре к юго-востоку от Нафплиона. Входит в общину (дим) Эрмиониду в периферийной единице Арголиде в периферии Пелопоннес. Население 1817 жителей по переписи 2011 года.
Близ Портохелиона находятся руины древнего города Галии. Является популярным местом отдыха для туристов и имеет развитую инфраструктуру. Порт способен принимать морские суда. Суда из Портохелиона ходят на Саронические острова, в Тирос и Леонидион.

## Этимология
Считается, что название деревни является искаженным названием Галий — др.-греч. Ἁλιαί превратилось сначала в Χαλιαί, а затем в Χέλι. Уточнение Πόρτο было добавлено, чтобы отличать от соседней деревни Хели, в 1915 году переименованной в Арахнеон.

## Сообщество Портохелион
В общинное сообщество Портохелион входят пять населённых пунктов и остров Хиница. Население 2133 жителя по переписи 2011 года. Площадь 17,91 квадратных километров.
| Населённый пункт | Население (2011), человек |
| ---------------- | ------------------------- |
| Айос-Эмилианос   | 42                        |
| Верверуда        | 130                       |
| Коста            | 71                        |
| Портохелион      | 1817                      |
| Хиница (остров)  | 2                         |
| Хиница           | 71                        |

## Население
| Год  | Население, человек |      |
| ---- | ------------------ | ---- |
| Год  | 1991               | 1182 |
| 2001 | 1838               |      |
| 2011 | ↘ 1817             |      |

В 2013 году одна из вилл посёлка была приобретена экс-королём Греции Константином II на средства, полученные им от продажи британской недвижимости, а также дивиденды от сделок на Ближнем Востоке.